# Dorothy Shea

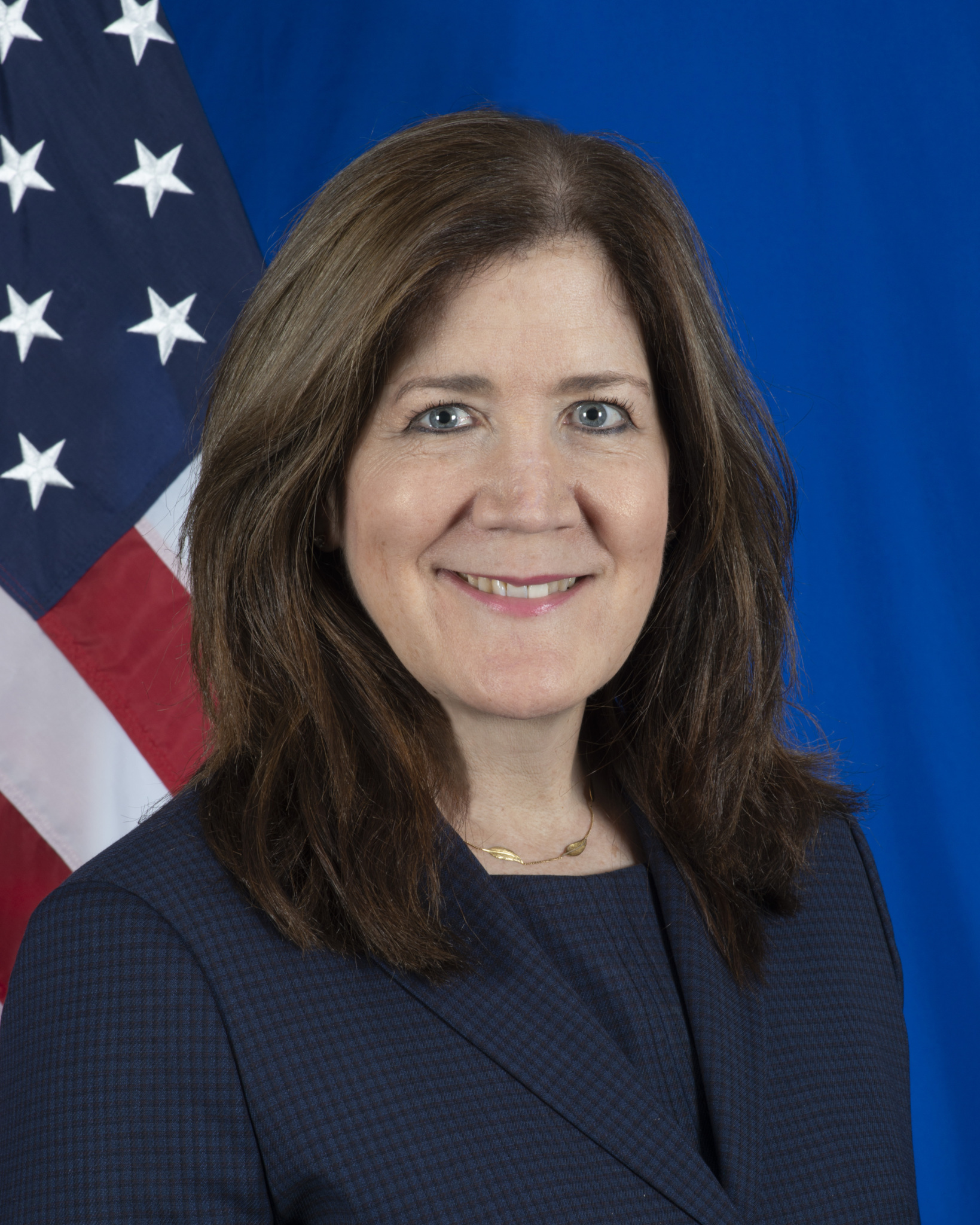
Dorothy Shea (2020)

Dorothy Camille Shea (geb. 1965) ist eine US-amerikanische Karrierediplomatin. Sie ist seit 2024 stellvertretende Botschafterin bei den Vereinten Nationen. Sie ist damit auch Vertreterin der USA im Sicherheitsrat der Vereinten Nationen und bei den Sitzungen der Generalversammlung der Vereinten Nationen. Von 2020 bis 2023 war Shea die Botschafterin der Vereinigten Staaten im Libanon.

## Ausbildung
Dorothy Camille Shea kam 1965 zur Welt. Sie erwarb einen Bachelor of Arts an der University of Virginia, einen Master of Science an der Georgetown University und einen Master of Science am National War College.

## Karriere
Dorothy Shea bekleidete zahlreiche Ämter im auswärtigen Dienst der USA, so war sie  stellvertretende Leiterin des Generalkonsulat der Vereinigten Staaten in Jerusalem, Direktorin für den Bereich Asien und Naher Osten im Büro für Bevölkerung, Flüchtlinge und Migration und Pearson Fellow im United States Senate Committee on Foreign Relations. Außerdem war sie Beraterin in der Botschaft der Vereinigten Staaten in Tunis (Tunesien), politische Referentin in der sich damals noch in Tel Aviv befindenden Botschaft in Israel, Direktorin für Demokratie und Menschenrechte im Nationalen Sicherheitsrat und Sonderassistentin des Sonderbeauftragten für Kriegsverbrecherfragen im Außenministerium der Vereinigten Staaten. Von 2017 bis 2020 diente sie als stellvertretende Missionschefin der US-Botschaft in Kairo (Ägypten).

### Botschafterin im Libanon 2020–2023

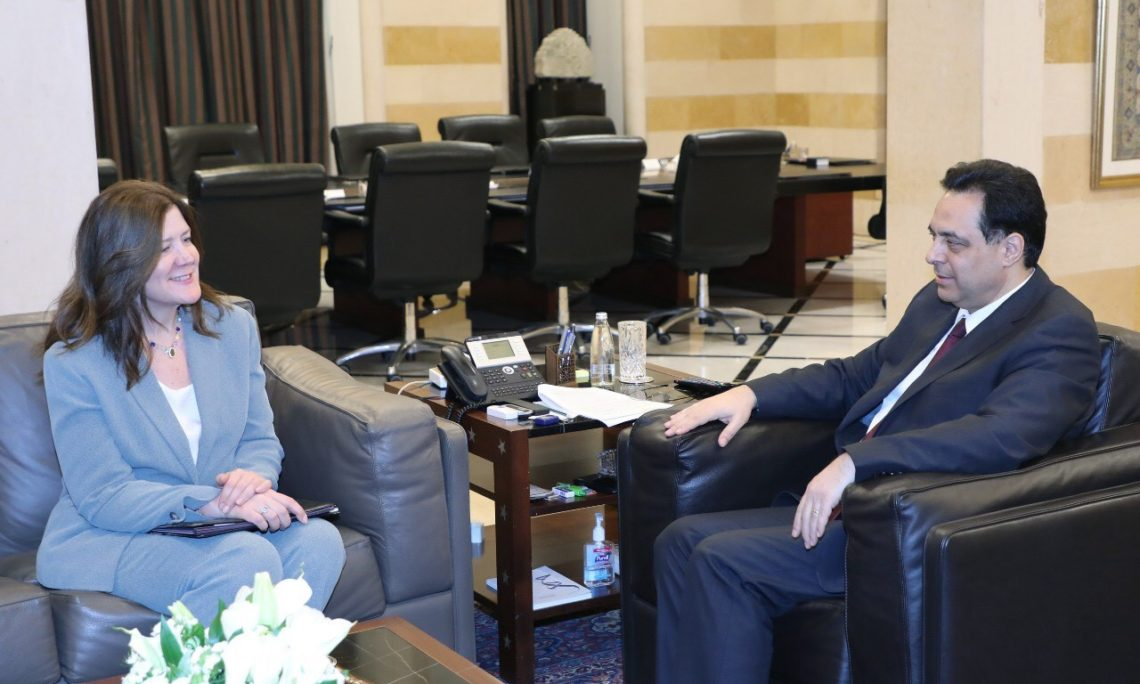
D. Shea mit dem libanesischen Premierminister Hassan Diab (2020)

Am 11. Oktober 2019 gab Präsident Donald Trump seine Absicht bekannt, Shea zur nächsten Botschafterin der Vereinigten Staaten im Libanon zu ernennen. Am 17. Dezember 2019 fand die Anhörung zu ihrer Nominierung vor dem Senatsausschuss für Außenbeziehungen statt. Am 11. Februar 2020 wurde ihre Nominierung einstimmig bestätigt. Am 11. März trat sie ihr Amt durch Überreichung des Beglaubigungsschreiben an Präsident Michel Aoun an.
Wenige Monate nach ihrem Amtsantritt als Botschafterin im Libanon kritisierte Shea offen die libanesische Hisbollah, die von den Vereinigten Staaten und mehreren anderen Ländern als terroristische Organisation eingestuft wird. Shea beschuldigte die Hisbollah, sich in die Bemühungen um eine Verbesserung der zerstörten libanesischen Wirtschaft einzumischen und der libanesischen Regierung Gelder in Milliardenhöhe zu entziehen. Sie kritisierte auch eine Rede des Hisbollah-Führers Hassan Nasrallah, in der er den Vereinigten Staaten die Schuld an der Wirtschaftskrise gab. Im Juni 2020 entschied der in Tyros amtierende Richter Mohammad Mazeh, dass Shea mit ihren Äußerungen gegen das Diplomatenrechte verstoßen habe. Sie habe sich in die inneren Angelegenheiten des Libanon eingemischt, viele Libanesen beleidigt und die konfessionellen Spannungen verstärkt. Mazeh erließ eine Verfügung, die es ihr untersagte, sich öffentlich zu äußern, und verbot allen im Libanon tätigen Medien bei Androhung einer Geldstrafe von 200.000 Dollar, Interviews mit ihr zu führen. Die Entscheidung wurde jedoch vom Justizministerium gestoppt und Mazeh reichte schließlich seinen Rücktritt ein.

### Stellvertretende und kommissarische UN-Botschafterin
Am 3. Januar 2023 ernannte Präsident Joe Biden Dorothy Shea zur stellvertretenden Vertreterin der Vereinigten Staaten von Amerika bei den Vereinten Nationen. Die Anhörung zu ihrer Nominierung fand am 21. Juni 2023 vor dem Ausschuss für auswärtige Beziehungen des Senats statt.
Am 1. August 2024 stimmte der Senat mit 59:34 Stimmen für die Bestätigung der Nominierung von Shea.
Nach dem erneuten Amtsantritt von Donald Trump nach dem Sieg bei der Präsidentschaftswahl in den Vereinigten Staaten 2024 wurde Elise Stefanik von der neuen Administration als neue UN-Botschafterin benannt, die bisher keinerlei diplomatische Erfahrung hat. Ihre Nominierung wurde im auswärtigen Ausschuss erst Anfang Februar 2025 bestätigt.
Da Stefanik noch nicht im Amt war, fiel Dorothy Shea die Aufgabe zu, am 24. Februar 2025, dem dritten Jahrestag des russischen Einmarschs in die Ukraine, eine Resolution mit dem Titel "Der Weg zum Frieden" einzubringen, mit der die neue US-amerikanischen Ukraine-Politik verdeutlicht werden sollte. In dem Text wurde Russland ursprünglich nicht mehr als Aggressor bei der russischen Invasion in der Ukraine benannt und die territoriale Integrität der Ukraine nicht mehr anerkannt, der Antrag wurde aber vor der Abstimmung auf Drängen der europäischen Staaten in diesen zwei Punkten abgeändert. Die USA enthielt sich nun ebenso wie China bei der eigenen Resolution, 95 Staaten, darunter Deutschland stimmten zu, dagegen stimmten neben Russland lediglich sieben Staaten.
Am Abend des 24. Februar 2025 brachte Shea für die USA die Resolution „Weg zum Frieden“ auch im UN-Sicherheitsrat ein, ohne die Russland als Aggressor des Krieges zu benennen und ohne einen russischen Rückzug zu fordern, angemahnt wurde bloß ein rasches Ende des Krieges. Großbritannien und Frankreich als Vetomächte sprachen sich klar gegen die Resolution aus; es dürfe keine Gleichsetzung zwischen dem Verursacher und dem Opfer eines Angriffskrieges geben und Aggressionen dürften nicht belohnt werden. Die USA stimmten gemeinsam mit Russland, China und sieben weiteren Staaten für die Resolution. Alle alle fünf europäischen Länder des Rates, Großbritannien, Frankreich, Slowenien, Dänemark und Griechenland enthielten sich.
Mit dieser Resolution wurde erstmals in der Ukrainefrage eine völkerrechtlich bindende Entscheidung im UN-Sicherheitsrat getroffen, die von der bisherigen Politik der USA massiv abwich.

## Privates
Shea spricht Französisch und Arabisch.

## Auszeichnungen
- 2022: Distinguished Presidential Rank Award durch den amerikanischen Präsidenten